# Jákup Frederik Øregaard
Jákup Frederik Øregaard (født 29. juli 1906 i Leirvík - død 6. marts 1980 i Kollafjørður) var en færøsk købmand og politiker (Javnaðarflokkurin). 
Øregaard sad i Lagtinget for Eysturoy fra 1940 til 1978, og var lagtingsformand i perioderne 1946–1950, 1958–1963 og 1966–1978. Han var kommunestyremedlem i Gøtu kommuna fra 1950 til 1954, og igen fra 1958 til 1962. Fra 1960 til 1962 var han desuden borgmester. Han var formand for Javnaðarflokkurin fra 1969 til 1972.